# Оксеншерна, Бенгт Габриельсон
Граф Бенгт Габриельсон Оксеншерна (швед. Bengt Gabrielsson Oxenstierna, по транскрипции — Бенгт Габриельссон Оксенстирна; 16 июля 1623 — 12 июля 1702) — шведский государственный деятель, генерал-губернатор Ливонии 1662-1665 гг. 

## Биография
Уже при королеве Кристине исполнял важные дипломатические поручения.
Со вступлением на престол Карла Х значение Оксеншерны становится ещё большим; во время польской войны он назначен был губернатором Великой Польши и Мазурии, потом Кульмского палатината, проявил большие организаторские способности и заслужил любовь самих поляков. Играл видную роль на конгрессе в Оливе.
Вернувшись в Швецию, Оксеншерна помешал заключению союза с Польшей против России.
До 1666 года был генерал-губернатором Ливонии. В 1674 году он был послан в Вену, чтобы предупредить разрыв империи со Швецией.
На Нимвегенском конгрессе Оксеншерна был представителем Швеции. Его назначение в Нимвеген обозначало сближение Швеции с Австрией и Голландией; союз с Францией, по мнению Оксеншерны, приносил Швеции один только вред. После Нимвегенского мира Швеция перешла в лагерь врагов Франции.
С 1680 года король вверил Оксеншерне всю иностранную политику в качестве президента канцелярии. Принципы, руководившие Оксеншерной, сводились к дружбе с морскими державами — Англией и Голландией и Австрией; в голштинском вопросе он держался враждебной Дании политики. Договор о гарантии, заключенный между Швецией и Голландией в Гааге 30 сентября 1681 года, был делом Оксеншерны. Этим договором положено было начало целой системе новых политических комбинаций в Европе. Результатами дипломатической деятельности Оксеншерны в 1680-х годах были — новый договор с Голландией и Бранденбургом 1686 года, деятельное участие в Голштинском вопросе, направленное против Дании и приведшее к Альтонскому договору 1689 года, субсидия Вильгельму Оранскому при высадке его в Англию в 1688 году, а затем и помощь антифранцузской коалиции.
1690-е годы характеризуются усиленным влиянием на короля французской партии; несмотря на это политическая система, созданная Оксеншерной, оставалась в силе.
При Карле XII Оксеншерна не пользовался прежним влиянием; его благоразумные представления оставались без всякого действия.
Об Оксеншерне и его деятельности см. Карлсон, «Швеция при Пфальцских королях».